# Are You Man Enough
«Are You Man Enough» (en español: «Eres lo suficientemente hombre») es el primer sencillo del tercer álbum de C.C. Catch publicado en noviembre de 1987. La canción fue compuesta, arreglada y producida por el alemán Dieter Bohlen. El tema se incluyó en el álbum Like a Hurricane publicado en 1987.

## Sencillos
7" sencillo Hansa 109 006, 1987
1. «Are You Man Enough» 	3:27
2. «V.I.P. (They Are Callin' Me Tonight)» 	3:37

12" Maxisencillo Hansa 609 006, 1987
1. «Are You Man Enough» (Long Version - Muscle Mix) 6:03
2. «V.I.P. (They're Callin' Me Tonight)» 3:37
3. «Are You Man Enough» (Radio Versión) 3:23

## Posicionamiento
| Listas (1987) | Máxima posición |
| ------------- | --------------- |
| Alemania      | 20              |
| España        | 7               |
| Suiza         | 28              |

## Créditos
- Letra y música - Dieter Bohlen
- Arreglos - Dieter Bohlen
- Producción - Dieter Bohlen
- Coproducción - Luis Rodríguez
- Diseño - Ariola Studios
- Fotografía - Herbert W. Hesselmann
- Distribución - RCA/Ariola